# Dihaireza
Dihaireza – w filozofii Epikteta jest drugą nadrzędną mocą sądzenia, zdolną do odróżnienia, pomiędzy zwyczajnymi sądami na temat każdej sytuacji, tego co jest w naszej wyłącznej mocy od tego co nie jest w naszej wyłącznej mocy.
Kilka poniższych przykładów przytoczonych z Diatryb Epikteta ilustruje dihairezę:
A)	Dzisiaj muszę na pewno umrzeć. Czym mam też się skarżyć ?
B)	Jutro mam być skuty i uwięziony. Czym mam do tego też narzekać ?
C)	Zostałem skazany na wygnanie. Czy ktokolwiek może odebrać mi spokój ?
Prohaireza, która przybiera postawę zgodną z Dihairezą, w przypadku (A) umrze bez skargi, w przypadku (B) da się uwięzić bez jęku, w przypadku (C) zgodzi się na wygnanie ze spokojem. Dihaireza jest Suprasądem w dokładnym przeciwieństwie do Kontrdihairezy (zob. kontrdihaireza).